# Arenaria lancangensis
Arenaria lancangensis är en nejlikväxtart som beskrevs av Li Hua Zhou. Arenaria lancangensis ingår i släktet narvar, och familjen nejlikväxter. Inga underarter finns listade i Catalogue of Life.